# Jean Wadoux
Jean Wadoux (Saint-Pol-sur-Ternoise, 29 gennaio 1942) è un ex mezzofondista francese, attivo tra gli anni sessanta e i primi anni settanta.

## Biografia
Conquistò il suo primo successo internazionale nel 1963 vincendo la gara sui 1500 m ai Giochi del Mediterraneo di Napoli.
Nel 1964 partecipò alle Olimpiadi di Tokyo dove giunse nono nella finale dei 1500 m. Stesso piazzamento ottenne quattro anni dopo, questa volta sui 5000 m, ai Giochi di Città del Messico.
Il 23 luglio 1970, con il tempo di 3'34"0, stabilì il record europeo sui 1500 m strappandolo al connazionale Michel Jazy. Il suo primato sarebbe stato battuto nel 1979 da Sebastian Coe.
Nel 1971 conquistò la medaglia d'argento ai Campionati europei di Helsinki sui 5000 m giungendo dietro all'idolo di casa Juha Väätäinen.
Al suo palmarès vanno aggiunti sei titoli nazionali consecutivi sui 1500 m (dal 1965 al 1970), due sui 5000 m (1968 e 1971) e due di corsa campestre (1968 e 1972).

## Palmarès
| Anno | Manifestazione          | Sede     | Evento | Risultato | Prestazione | Note |
| ---- | ----------------------- | -------- | ------ | --------- | ----------- | ---- |
| 1963 | Giochi del Mediterraneo | Napoli   | 1500 m | Oro       |             |      |
| 1971 | Europei                 | Helsinki | 5000 m | Argento   | 13'33"60    |      |

## Altre competizioni internazionali
1965
- Argento in Coppa Europa ( Stoccarda), 1500 m piani - 3'48"0

1970
- Bronzo in Coppa Europa ( Stoccolma), 1500 m piani - 3'42"6